# Curcuma singularis
Curcuma singularis är en enhjärtbladig växtart som beskrevs av François Gagnepain. Curcuma singularis ingår i släktet Curcuma och familjen Zingiberaceae. Inga underarter finns listade i Catalogue of Life.